# Acadèmia Nacional de les Arts i de les Ciències
L'Acadèmia nacional de les arts i de les ciències o l'Acadèmia d'enregistrament, en anglès, National Academy of Recording Arts and Sciences o NARAS, és una acadèmia estatunidenca d'experts en música, productors, enginyers d'enregistrament i altres professionals de la música.
Aquesta acadèmia és coneguda pels seus Premis Grammy, els quals reconeixen les excel·lències anuals de la indústria de la música.